# 玉山黑藓
玉山黑藓（学名：Andreaea morrisonensis）为黑藓科黑藓属下的一个种。